# Gemma Doyle
Gemma Doyle (née le 13 avril 1981) est une femme politique britannique travailliste, qui est députée de West Dunbartonshire entre 2010 et 2015,.

## Carrière
Elle travaille pour le Parti travailliste, et avant cela pour l'Institution of Civil Engineers comme organisatrice de conférences, pour la société de communication politique Holyrood Communications Ltd, et en tant qu'assistante pour Cathy Craigie députée travailliste au Parlement écossais.
Elle s'est déjà présentée comme candidate travailliste en Écosse aux élections européennes de 2004.
En octobre 2010, elle devient ministre de la Défense fantôme du Parti travailliste pour le personnel de la défense, le bien-être et les anciens combattants, adjointe au secrétaire à la Défense fantôme Jim Murphy. En 2011, elle est membre du comité spécial mis en place pour examiner le projet de loi qui est devenu l'Armed Forces Act 2011.
Doyle perd son siège aux élections de 2015 et, après avoir quitté le parlement, devient directrice d'une entreprise d'affaires publiques.
Doyle est administrateur du Foreign Policy Center et présidente du parti travailliste de la circonscription de Bermondsey et Old Southwark,.

## Vie privée
Gemma Doyle a été mariée à Gregor Poynton, le directeur de l'engagement externe du Parti travailliste écossais qui était auparavant à Portland Communications et Blue State Digital. Poynton est candidat travailliste pour North East Fife aux élections législatives écossaises de 2003.